# Ramakrishna Gopal Bhandarkar
Ramakrishna Gopal Bhandarkar, född 6 juni 1837, död 24 augusti 1925, var en indisk filolog.
Bhandarkar var 1869-1881 professor vid Elphinstone college i Bombay och var därefter bosatt i Poona. Bhandarkar var Indiens dittills mest framträdande modernt inriktade filolog och en centralgestalt i den inhemska forskningen rörande den indiska kulturen. Särskilt kan framhållas hans energiska arbete för fastställandet av det inhemska handskriftsbeståndet. Bland hans skrifter märks framför allt hans framställning av Vishnu- och Shiva-religionerna i Grundriss der indo-arischen Philologie und Altertumskunde (1913), samt Wilson philological lectures (1914) med försök till syntes av den indiska språkforskningen.